# The Fall (Film)
The Fall (auch The Fall – Im Reich der Fantasie) ist ein Fantasyfilm-Drama von Tarsem Singh aus dem Jahr 2006.

## Handlung
Die Rahmenhandlung spielt neben der fiktiven Erzählebene in den 1920er Jahren in Los Angeles. In einem Krankenhaus trifft der nach einem gefährlichen Stunt schwer verletzte Roy Walker auf das fünfjährige Mädchen Alexandria, das sich beim Orangenpflücken den Arm gebrochen hat. Die Ärzte offenbaren Roy, dass er seine Beine vermutlich nicht mehr wird nutzen können. Zudem hat ihn seine große Liebe verlassen, die eigentlich den Schauspieler begehrt, für den er den Stunt ausführte.
Roy Walker beginnt, dem Mädchen eine Geschichte über eine Gruppe von sechs Abenteurern zu erzählen. In die Geschichte lässt Roy Gegebenheiten und Personen aus der Haupterzählebene einfließen. Alle sechs Abenteurer verbindet das Ziel, aus verschiedenen persönlichen Gründen Rache an dem bösen Gouverneur Odious zu nehmen. Das junge Mädchen ist von der Geschichte derart fasziniert, dass es nun regelmäßig den bettlägerigen Roy besucht und ihn drängt, die Geschichte fortzuführen. Roy nutzt die Neugier des Mädchens aus und bittet es, für ihn Morphin aus der Apotheke zu stehlen. Innerhalb des Märchens gelingt es der Gruppe bald, bis zur Residenz des Gouverneurs vorzudringen.
In der Haupterzählebene verschlechtert sich der Gesundheitszustand von Roy jedoch erheblich, sein Lebenswille schwindet immer mehr. Nach einem missglückten Selbstmordversuch, für den Alexandria Morphin des Zimmergenossen stiehlt, erleidet Roy einen Nervenzusammenbruch. Die kleine Alexandria versucht später erneut, diesmal auf eigene Faust, Morphin für Roy zu stehlen, stürzt dabei jedoch und verletzt sich am Kopf, woraufhin sie operiert werden muss. Roy besucht nun Alexandria an deren Krankenbett und beginnt, die Geschichte zu Ende zu erzählen. Roy lässt die Protagonisten seiner Erzählung bei Kämpfen mit den Wächtern des Gouverneurs einen nach dem anderen sterben. Unter Tränen bittet Alexandria ihn um ein Happy End der Geschichte. Roy ist jedoch von seinem Schicksal in der realen Welt so deprimiert, dass es ihm schwerfällt, die Geschichte mit einem positiven Ende zu versehen. In letzter Sekunde jedoch lässt er die Hauptperson seines Märchens den Kampf gegen den Gouverneur überleben.
Der Film endet damit, dass sich die Patienten des Krankenhauses gemeinsam einen Film anschauen, in dem Roy Walker mitgespielt hat. Roy ist verwundert darüber, dass die Szene, die ihn fast das Leben gekostet hatte, aus dem Film geschnitten wurde. Alexandrias Arm heilt und sie kehrt auf die Orangenplantage zurück, auf der ihre Familie arbeitet. Alexandrias Stimme erzählt dem Zuschauer, dass Roy sich erholt hat und nun wieder als Stuntman arbeitet. Während sie redet, werden einige der gefährlichsten Stuntszenen aus diversen Stummfilmen gezeigt und Alexandria ist sich sicher, in all den auftretenden Stuntman Roy zu erkennen.

## Hintergrund
Für seinen zweiten Kinofilm nach The Cell hat sich Singh von dem bulgarischen Film Mein Freund, der Pirat (1981) von Sako Cheskija inspirieren lassen. Regisseur, Drehbuchautor und Produzent Tarsem Singh arbeitete vier Jahre an The Fall und reiste dazu an über 20 verschiedene Drehorte. Für die Kostüme des Films war die Japanerin Eiko Ishioka verantwortlich.
The Fall feierte 2006 seine Premiere auf dem Toronto Film Festival. In Deutschland wurde er erstmals am 10. Februar 2007 im Rahmen der Berlinale gezeigt, startete aber erst am 12. März 2009 in den deutschen Kinos.

## Deutsche Synchronfassung
Die deutsche Synchronbearbeitung entstand bei der MME Studios GmbH in Berlin. Monica Bielenstein führte Dialogregie.
| Darsteller         | Deutscher Sprecher | Rolle                            |
| ------------------ | ------------------ | -------------------------------- |
| Lee Pace           | Sascha Rotermund   | Roy Walker / Blue Bandit         |
| Catinca Untaru     | Monique Schröder   | Alexandria                       |
| Justine Waddell    | Judith Brandt      | Schwester Evelyn                 |
| Daniel Caltagirone | Dennis Schmidt-Foß | Sinclair / Governor Odious       |
| Marcus Wesley      | Jan-David Rönfeldt | Otta Benga / Eislieferant        |
| Robin Smith        | Hans-Jürgen Wolf   | Luigi / Einbeiniger Schauspieler |
| Leo Bill           | Gerrit Schmidt-Foß | Darwin / Wärter                  |
| Emil Hostina       | David Nathan       | Alexandrias Vater / Bandit       |
| Michael Huff       | Bodo Wolf          | Dr. Whitaker                     |
| Ronald France      | Hasso Zorn         | Otto                             |
| Sean Gilder        | Jörg Hengstler     | Walt Purdy                       |

## Kritiken
„‚The Fall‘ ist ein wahres Kind seines Zeitalters, das dem von Frederic Jameson beschriebenen Stil des ‚Pastiche‘ sehr nahe kommt: Raum und Zeit sind implodiert, herausgekommen ist eine hybride Phantasiewelt, in der fünf Helden aus fünf Epochen zugleich in Italien und Indien, Indonesien und Brasilien, Argentinien und Ägypten mit Schwertern, List und Sprengstoff einer Personifikation des Bösen zu Leibe rücken.“

„Manche werden ihn anschauen wollen, alleine weil er existiert […] So einen Film wird es nie wieder geben.“

„‚The Fall‘ erweckt nie den Eindruck, als hätte er eine andere Daseinsberechtigung, als schön anzuschauen zu sein.“

Felicitas Kleiner sprach in film-dienst 5/2009 von einer tragischen „Anti-Scheherazade“ in Umkehrung des Motivs aus Tausendundeiner Nacht, untergebracht in einer Art „Zauberberg“-Klinik, in der die Zeit stillzustehen scheint:

„[…] aus den Möglichkeitswelten lassen sich, wie einst für Scheherazade, ebenso Heilmittel, Handlungsalternativen und neue Hoffnungen schöpfen […] Eine bildgewaltige, suggestive Reflexion über die ambivalente Kraft der menschlichen Fantasie, die sich jenseits der Genremuster des Fantasy-Epos an der Grenze von Erzählkino und Videokunst bewegt.“